# Merionoeda merocephala
Merionoeda merocephala är en skalbaggsart som beskrevs av Heller 1916. Merionoeda merocephala ingår i släktet Merionoeda och familjen långhorningar.
Artens utbredningsområde är Filippinerna. Inga underarter finns listade i Catalogue of Life.